# Capolavori polifonici del secolo XVI
Capolavori polifonici del secolo XVI („Polyphone Meisterwerke des 16. Jahrhunderts“) ist eine musikalische Reihe mit Vorläufern der italienischen Opernmusik, die ursprünglich von Bonaventura Somma herausgegeben wurde, später von Elio Piattelli, und seit 1939 in Rom erschien (Ed. de Santis). 

## Inhaltsübersicht
- 1. (1939, 2. A. 1956), Adriano Banchieri, Festino nella sera del giovedì grasso avanti cena : a 5 voci miste ; (1608)
- 2. (1940, 2. A. 1958), Orazio Vecchi, Le Veglie di Siena ovvero I varii umori della musica moderna, a tre, a quattro, a cinque, a sei voci ; (1604)
- 3. (1942), Giovanni Croce, Triaca musicale: Nella quale vi sono diversi capricci a 4, 5, 6, 7 voci miste ; (1596)
- 4. (1947), A. Striggio d. Ä., Il cicalamento delle donne al bucato: commedia armonica in cinque parti a 4 e 7 voci ; (1567)
- 5. (1954), Orazio Vecchi, L'Amfiparnaso: comedia harmonica a 5 voci miste ; (1597)
- 6. (1960), Adriano Banchieri, La pazzia senile : ragionamenti vaghi et dilettevoli ; a 3 e 6 voci miste ; (1607)
- 7. (1967) Guasparri Torelli , I fidi amanti: favola pastorale del Ascanio Ordei Milanese con varij et piacevoli intermedij, a 4 voci miste ; (1600)

- 8. (1966), Orazio Vecchi, Convito musicale : a 3, 4, 5, 6, 7 e 8 voci; (1597). Trascrizione e interpretazione di William R. Martin
- 9. (1969), Adriano Banchieri, Barca di Venetia per Padova: dilettevoli madrigali, à 5 voci ; (1623)
- 10. (1971), Adriano Banchieri, Vivezze di flora e primavera: Cantate recitate e concertate con cinque voci nello spinetto, o chittarone ; (1622)

- 11. (1972)  A. Striggio d. Ä., La caccia: a quattro, cinque, sei e sette voci ; (1567)